# Jörg Wills

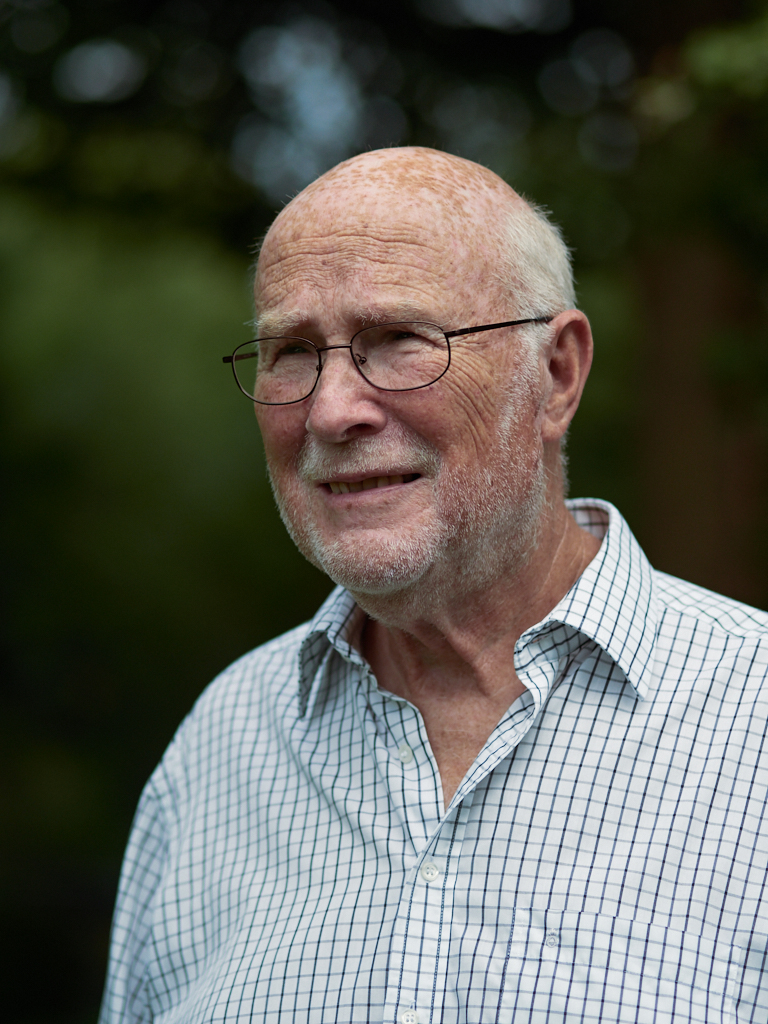
Jörg Wills 2017

Jörg Michael Wills (* 5. März 1937 in Berlin) ist ein deutscher Mathematiker, der sich mit diskreter, konvexer und kombinatorischer Geometrie beschäftigt.
Wills wurde 1965 bei Ernst Max Mohr an der TU Berlin promoviert (Zwei Probleme der inhomogenen diophantischen Approximation). Er war Professor an der TU Berlin und seit 1974 Professor an der Universität Siegen, 2002 wurde er emeritiert. Er war Gastprofessor an der Ungarischen Akademie der Wissenschaften (1982, 1997), der Universität Toronto (1986, 1988, 1993), der Universität Triest (1990), der Academia Sinica in Peking (1994) und der Universität in Mexiko-Stadt (1995).
1994–2004 war er Mitglied der Minerva Stiftung (Deutschland-Israel / Max-Planck-Gesellschaft).
1995 erhielt er das österreichische Ehrenkreuz für Wissenschaft und Kunst I. Klasse und 2003 wurde er Ehrendoktor der TU Wien. 2002 erhielt er die Goldene Ehrennadel der Deutschen Mathematiker-Vereinigung.
Seine Arbeitsgebiete sind Diskrete Geometrie, Geometrie der Zahlen (Minkowski-Typ-Sätze, Gitterpunktprobleme, Nullstellen des Ehrhart-Polynoms), Finite Kugelpackungen (Wurstsätze, Wurstkatastrophe, Kristallwachstum, Wulff-Shape, Cluster), Diophantische Approximation (View-Obstruction, Lonely Runner), kombinatorische Geometrie (Realisierungen regulärer Karten, reguläre und halbreguläre polyedrische Mannigfaltigkeiten).
Für einige wichtige Beiträge von Wills und seinen Schülern zu Kugelpackungen, Wurstvermutung  und Wurstkatastrophe siehe Theorie der endlichen Kugelpackungen. Insbesondere entwickelte er 1993 eine Theorie endlicher Kugelpackungen mit Einführung einer parametrischen Dichte, die die Theorie mit der klassischen unendlicher Kugelpackungen vereinheitlicht. Die Wurstvermutung wurde durch die Schüler von Wills Martin Henk und Ulrich Betke bis 1998 für Dimensionen {\displaystyle d\geq 42} bewiesen, nachdem Betke, Henk und Wills schon 1994 (J. Reine Angew. Math.) einen Durchbruch erzielten, in  dem sie zeigten, dass sie für Dimensionen {\displaystyle d\geq 13386} gilt. 1992 zeigte er mit Pier Maria Gandini, dass in d=3 für n=57, 58, 63, 64 und {\displaystyle n\geq 65} ein Cluster dichter als die Wurstpackung ist. Für die anderen Stückzahlen wird vermutet, dass die Wurstpackung dichter ist. Das plötzliche Auftreten einer dichteren Packung ist wie eine Art Phasenübergang und wird als Wurstkatastrophe bezeichnet.
1967 formulierte er die Lonely Runner Conjecture: k Läufer starten gleichzeitig auf einem Kreis mit Umfang 1 mit paarweise verschiedenen Geschwindigkeiten. Ein Läufer ist zu einem bestimmten Zeitpunkt einsam, wenn sein Mindestabstand zu den anderen Läufern {\displaystyle {\frac {1}{k}}} beträgt. Vermutet wird, dass jeder Läufer zu einem bestimmten Zeitpunkt einsam ist. Die Vermutung ist im Allgemeinen ungelöst (bewiesen für k<8, davon der Fall k=4 als Erster von Betke und Wills). Der Name der Vermutung stammt von Luis Goddyn (1998).
Zu seinen Doktoranden zählen die Professoren Ulrich Betke (Universität Siegen), Jürgen Bokowski (TH Darmstadt), Peter Gritzmann (TU München), Martin Henk (Universität Magdeburg) und Achill Schürmann (Universität Rostock).
1980 bis 1986 war er Mitglied des Forschungsinstituts für Geistes- und Sozialwissenschaften und 1990 bis 2014 Mitglied der Redaktion und Mitautor von DIAGONAL (Interdisziplinäre Zeitschrift der Uni Siegen). Von ihm stammen diverse Beiträge und Vorträge über Mathematik und Kunst.

## Schriften
- mit Peter Gruber (Hrsg.): Handbook of convex geometry. 2 Bände, North Holland 1993.
- mit Peter Gruber (Hrsg.): Convexity and its applications. Birkhäuser 1983.
- Herausgeber mit Jürgen Tolke: Contributions to geometry, Birkhäuser 1979. (Proceedings Geometry Symposium, Siegen 1978)
- mit J. Bokowski und Hugo Hadwiger: Eine Ungleichung zwischen Volumen, Oberfläche und Gitterpunktanzahl konvexer Körper im n-dimensionalen Euklidischen Raum, Math. Zeitschrift, Band 127, 1972, S. 363–364
- mit Peter McMullen und Ch. Schulz: Polyhedral 2-manifolds in {\displaystyle E^{3}} with unusual large genus, Israel J. Math., Band 46, 1983, S. 127–144.
- mit E. Schulte: A polyhedral realization of Felix Klein's map {\displaystyle (3,7)_{8}} on a Riemann surface of genus 3, J. London Math. Soc. (2), Band 32, 1985, S. 539–547.
- The combinatorially regular polyhedra of index 2, Aequationes Math., Band 34, 1987, S. 326–330.
- mit P. Gritzmann: Lattice Points, in: Handbook of Convex Geometry, Vol. A,B, 765–797, North-Holland, Amsterdam 1993.
- mit U. Betke und M. Henk: Successive-Minima-type inequalities, Discrete Comp. Geometry, Band 9, 1993, S. 165–175.
- Finite sphere packings and sphere coverings, Rend. Sem. Mat. Messina, Serie 3, Band 2, 1993, S. 91–97, pdf
- Kugelpackungen – Altes und Neues, Mitteilungen DMV, 1995, Nr. 4, S. 21
- Parametric density and Wulff-shapes, Mathematika, Band 43, 1996, S. 229–236
- On large packings of spheres, Geometria Dedicata, Band 65, 1997, S. 117–126
- mit Peter Gritzmann: Finite packing and covering, in: Gruber, Wills (Hrsg.) Handbook of Convex Geometry, B, North Holland 1993
- mit U. Betke, M. Henk: Sausages are good packings, Discrete Comp. Geom., Band 13, 1995, S. 297–311
- mit U. Betke, M. Henk: Finite and infinite packings, J. Reine und Angewandte Mathematik, Band 453, 1994, S. 165–191, pdf
- mit Betke, Henk: A new approach to covering, Mathematika, Band 42, 1995, S. 251–263
- Spheres and sausages, crystal and catastrophes – and a joint packing theory. In: Mathematical Intelligencer. Band 20, 1998, Heft 1, S. 16–21.
- mit M. Henk und A. Schürmann: Ehrhart polynomials and successive minima, Mathematika, Band 52, 2005, S. 1–16